# مدل بلک-شولز
مدل بلک-شولز (انگلیسی: Black–Scholes model) یا مدل بلک-شولز-مرتون مدلی ریاضی از یک بازار مالی شامل ابزار سرمایه‌گذاری مشتقه است.
از این مدل می‌توان فرمول بلک-شولز را به دست آورد که برآوردی نظری از قیمت اختیارات سبک اروپایی را به دست می‌دهد. این فرمول رونق زیادی را در تجارت اختیارات ایجاد کرد و به‌طور علمی به فعالیت‌های بورس اختیارات شیکاگو و دیگر بازارهای اختیارات در سراسر جهان مشروعیت بخشید.

## نمادها
فرض کنید
{\displaystyle S}، قیمت سهام باشد، که گاهی یک متغیر تصادفی و گاهی ثابت است (زمینه مورد استفاده این را تعیین می‌کند).
{\displaystyle V(S,t)}، قیمت مشتق به عنوان تابعی از زمان و قیمت سهام باشد.
{\displaystyle C(S,t)} قیمت یک قرارداد اختیار خرید اروپایی و {\displaystyle P(S,t)} قیمت یک قرارداد اختیار فروش اروپایی
{\displaystyle K}، قیمت توافقی اختیار باشد.
{\displaystyle r}، نرخ بهره بدون ریسک سالانه، بهره مرکب باشد.
{\displaystyle \mu }، نرخ افزایش سالانه {\displaystyle S}، باشد.
{\displaystyle \sigma }، انحراف معیار برگشتی سهام باشد؛ یعنی جذر واریاسیون درجه دو فرایند قیمت فهرست سهام.
{\displaystyle t}، زمان به سال باشد؛ عموماً از اینها استفاده می‌کنیم: اکنون=۰، انقضا=T.
{\displaystyle \Pi }، ارزش یک سبد سهام باشد.
نهایتاً ما از {\displaystyle N(x)} به منظور اشاره به تابع توزیع تجمعی نرمال،
{\displaystyle N(x)={\frac {1}{\sqrt {2\pi }}}\int _{-\infty }^{x}e^{-{\frac {z^{2}}{2}}}\,dz} استفاده می‌کنیم.
{\displaystyle N'(x)} نشان دهندهٔ تابع چگالی احتمال طبیعی معیار است،
{\displaystyle N'(x)={\frac {1}{\sqrt {2\pi }}}e^{-{\frac {x^{2}}{2}}}}

## معادله بلک-شولز

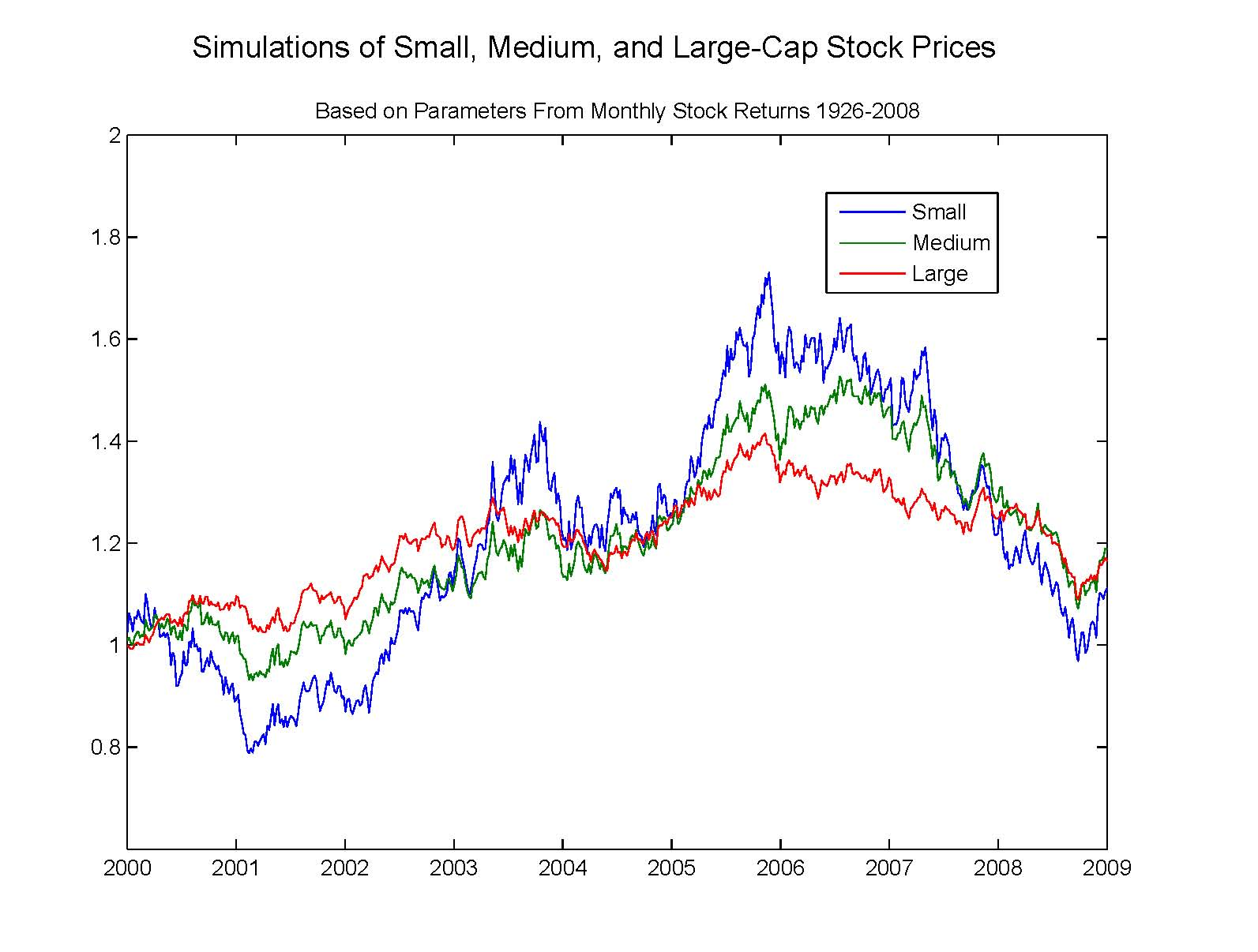
حرکات براونی هندسی شبیه‌سازی شده از داده‌های بازار

طبق آنچه در بالا آمد، معادله بلک-شولز یک معادله دیفرانسیل با مشتقات پاره‌ای است، که قیمت اختیار را بر حسب زمان توصیف می‌کند. معادله این است
{\displaystyle {\frac {\partial V}{\partial t}}+{\frac {1}{2}}\sigma ^{2}S^{2}{\frac {\partial ^{2}V}{\partial S^{2}}}+rS{\frac {\partial V}{\partial S}}-rV=0}
بینش کلیدی پشت این معادله این است که یک نفر می‌تواند با خرید و فروش دارایی پایه به‌طور کامل اختیار را به نحو دقیقاً درستی پوشش ریسک داده و نتیجتاً «ریسک را از بین ببرد.» این پوشش نیز به نوبهٔ خود موید این است که برای اختیار فقط یک قیمت درست وجود دارد که فرمول بلک شولز آن را ارائه می‌دهد.